# Frullania ponapensis
Frullania ponapensis là một loài Rêu trong họ Jubulaceae. Loài này được S. Hatt. & Koike, Nagatosi mô tả khoa học đầu tiên năm 1994.